# 의미 (실존)
의미 ( Meaning ) 란 실존주의에서 "삶의 의미"의 개념 중에 전형적이며 규정적인것이 아닌 서술적인 면의 의미를 말한다. "의미" 라는 말은 누군가 또는 무엇에 의해 전달 또는 해석되거나 표현되는 방법을 말한다.  각 개인에게 있어 의미는 독특하며 유일하게 주관적인 형태를 갖고 있다.  즉, 의미는 개인 각자가 어떻게 정의하는가에 달려 있게 된다.  의미는 그 중요도에 따라 가치를 갖게 된다. 

## 쇠렌 키르케고르
키에르케고르에게 있어서, 의미는 단순히 지식과 동일하지 않지만 동일한 중요성을 갖는다.  그에게 있어 의미란 산 경험이며 이 의미없는 세상에 각자의 가치와 신념과 목표를 강구하는 것을 뜻한다.  기독교인이었던 그는 의미를 성경에서 찾았으며 비기독교인들은 각자가 그들의 의미를 인생에서 찾기를 원했다. 

## 장 폴 사르트르
무신론자 였던 사르트르는 신이 없다면, 인류가 먼저 존재했고, 각 개인이 환경과 그들간의 상호작용에서 부터 본질을 창조해야 한다는 책임감을 강조하였다.  그런 의미에서 의미는 각 개인에게 유일하며 분리되어 있고, 독립적이다.  

## 빅토르 프랑클
로고테라피는 심리분석의 한 형태로 니체의 "힘에의 의지" 와 프로이드의 "쾌락에의 의지"와 달리 "의미로의 의지"에 집중한다. 
다음은 그의 로고테라피의 핵심 개념이다.
- 인생은 어떤 환경 즉, 가장 참혹한 환경에서도 의미가 있다.
- 우리가 사는 궁극적인 동기는 인생에서 의미를 각자 찾는데에 있다.
- 우리는 의미를 찾는데 양도할 수 없는 자유를 갖는다.

## 같이 보기
- 의미 (철학)